# Крамер, Фёдор Александрович
Федор Александрович (Христианович) Крамер — русский архитектор, олонецкий губернский архитектор, минский губернский архитектор XVIII в.

## Биография
Окончил Императорскую Академию художеств. Работал механиком в Твери.
Из Твери Фёдор Крамер был приглашён работать в Петрозаводск для перестройки Александровского пушечно-литейного завода
Был назначен олонецким губернским механиком, потом повышен до должности олонецкого губернского архитектора.
Реконструировал в 1789 году здание Петропавловской «новоманерной» церкви.
Работал в Олонецкой губернии с 1786 по 1793 годы.
В Петрозаводске Фёдором Крамером выстроен корпус зданий на Циркульной площади (ныне — площадь Ленина), сохранившийся до сих пор и каменный Гостиный двор (до нашего времени не сохранился)
В 1791 году Фёдор Крамер создал проект самого большого частного каменного здания города на то время — дома купца Бекренёва (до нашего времени не
сохранился)
После работы в Петрозаводске, Фёдор Крамер был переведен на должность минского губернского архитектора.
В 1797 году по его проекту была перестроена Минская городская ратуша.
В 1797—1800 годах минским губернским архитектором Фёдором Крамером был разработан первый проектный план реконструкции и развития Минска
В 1797 году по проекту Фёдора Крамера был построен деревянный здание для военного госпиталя (здание не сохранилось).
В 1799—1800 годах по проекту губернского архитектора Фёдора Крамера были возведены каменные постройки Троицкого базилианского монастыря.
Фёдор Крамер был автором проекта перестройки светской шестилетней школы, изначально построенной как иезуитский коллегиум, под Дом минского губернатора, выполненный в стиле классицизма.
В 1799 году при перестройке здание потеряло архитектурный декор XVIII века, в том числе и башню с куполом.
Фёдором Крамером реализован проект здания северо-восточной части комплекса минского гостеприимного двора в стиле классицизм.

## Память
27 декабря 2018 года в Петрозаводске появилась улица Крамера.

## Фотогалерея

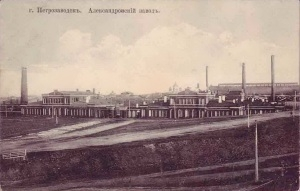
Александровский пушечно-литейный завод
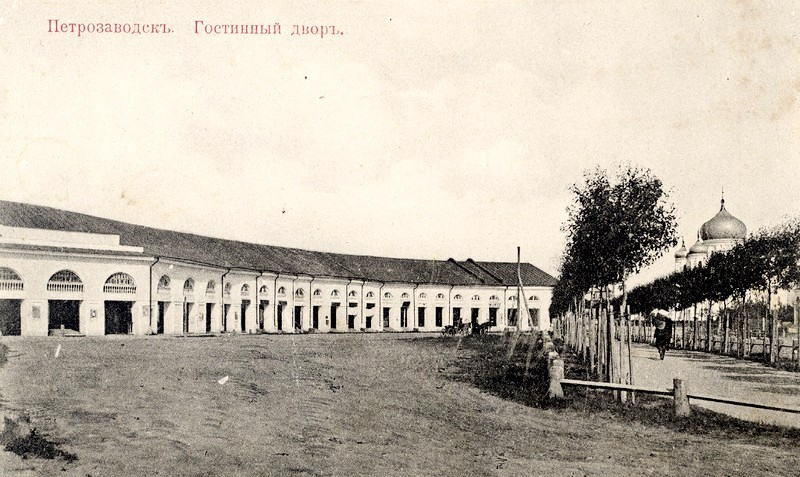
Гостиный двор в Петрозаводске
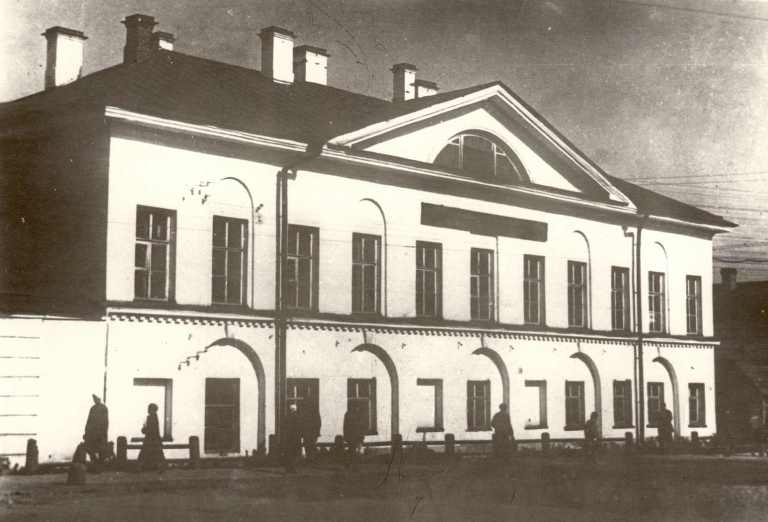
Дом Бекренёва в Петрозаводске
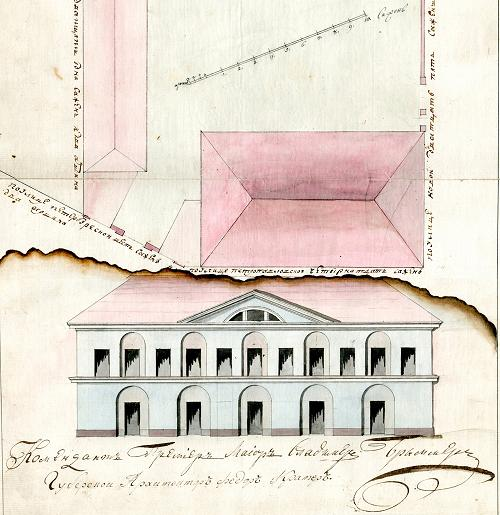
Дом Бекренёва в Петрозаводске
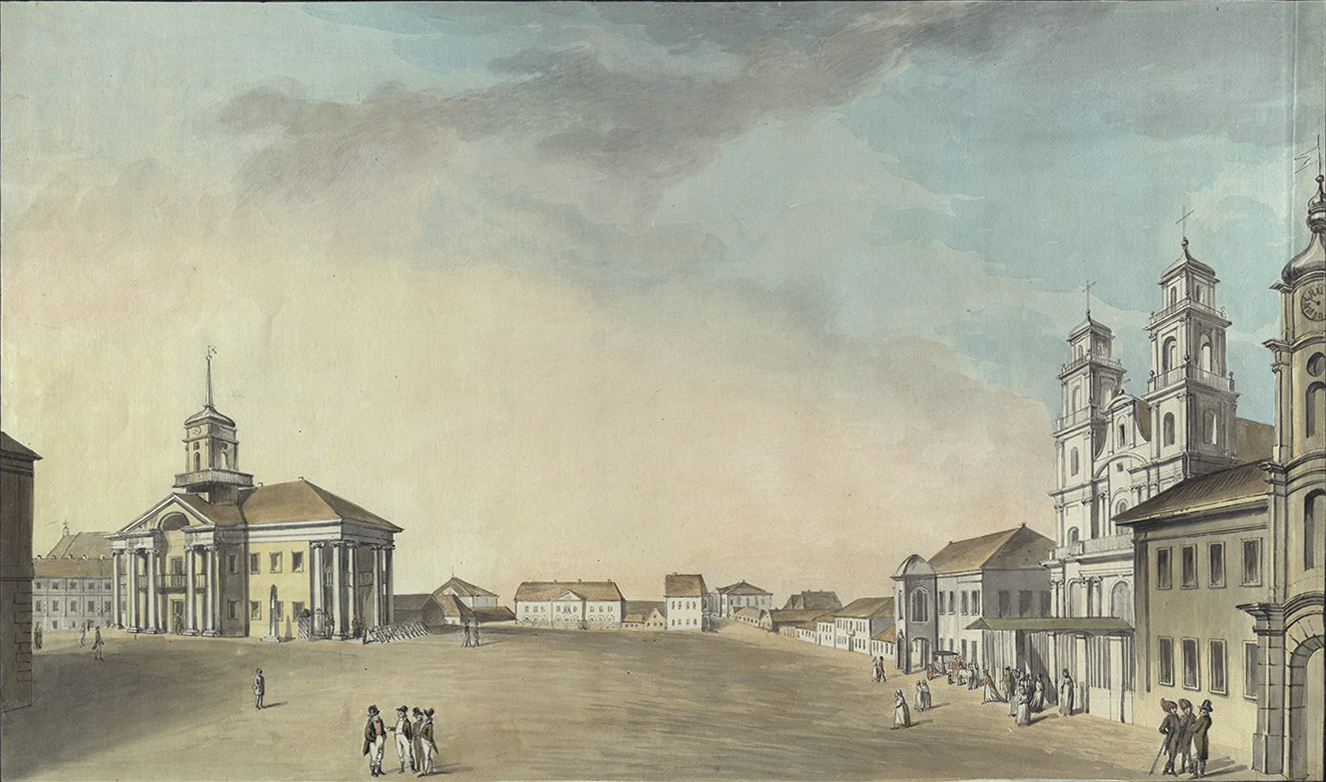
Минская ратуша
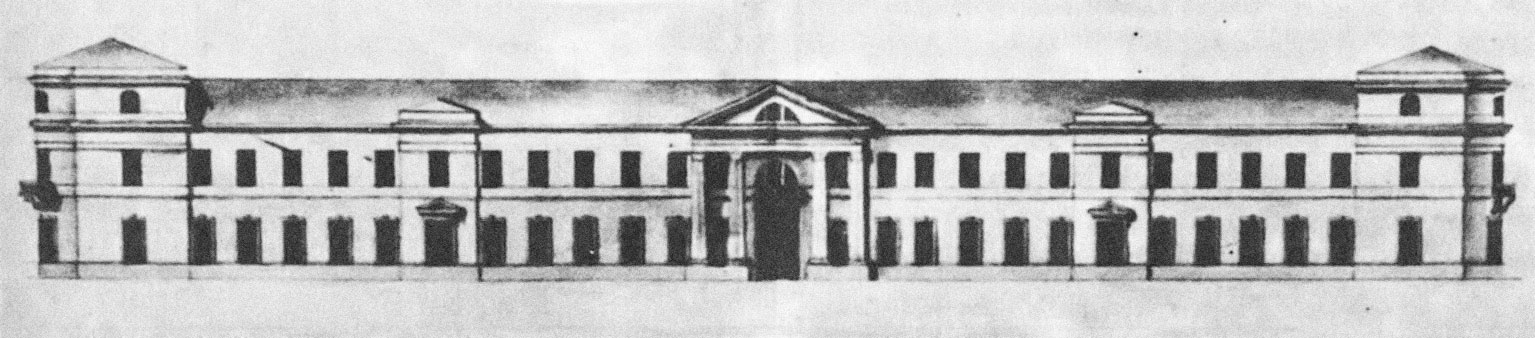
Проект Гостиного двора в Минске